# Драхенброн Бирленбах
Драхенброн Бирленбах (фр. Drachenbronn-Birlenbach) насеље је и општина у источној Француској у региону Алзас, у департману Доња Рајна која припада префектури Висембург.
По подацима из 2011. године у општини је живело 962 становника, а густина насељености је износила 134,92 становника/km². Општина се простире на површини од 7,13 km². Налази се на средњој надморској висини од 235 метара (максималној 310 m, а минималној 157 m).

## Демографија
| 1962. | 1968. | 1975. | 1982. | 1990. | 1999. | 2011. |
| ----- | ----- | ----- | ----- | ----- | ----- | ----- |
| 957   | 1.081 | 754   | 859   | 870   | 862   | 962   |

График промене броја становника у току последњих година